# 인수소송
인수소송(引受訴訟, assumpsit)은 라틴어의 ‘assumere’(한국어의 인수했다, 영어의 Assume에 해당)라는 뜻의 영미법 용어이다. 계약위반이나 불이행에 의해 손해를 청구하기 위한 소송을 뜻한다.

## 참고 문헌
1. ↑  Daum 사전 - 백과사전 인수소송